# Grammy Latino de 2006
A 7ª edição anual do Grammy Latino (ou Grammy Latino de 2006) foi realizada pela primeira vez na cidade de Nova Iorque, NY. A premiação foi realizada no Madison Square Garden na quinta-feira, 2 de novembro de 2006. A cantora colombiana Shakira foi a grande vencedora da noite, ela foi a primeira artista feminina a ganhar os prêmios de Gravação do Ano, Álbum do Ano e Canção do Ano.

## Categorias
Os vencedores estão em negrito.

### Geral
Gravação do Ano
Shakira feat. Alejandro Sanz — "La Tortura"
- Ricardo Arjona — "Acompáñame A Estar Solo"
- Fonseca — "Te Mando Flores"
- Sérgio Mendes feat. The Black Eyed Peas — "Mas Que Nada"
- Julieta Venegas — "Me Voy"

Álbum do Ano
Shakira — Fijación Oral Vol. 1
- Gustavo Cerati — Ahí vamos
- Chayanne — Cautivo
- León Gieco — Por Favor, Perdón y Gracias
- Julieta Venegas — Limón y Sal

Canção do Ano
Luis F. Ochoa e Shakira — "La Tortura" (Shakira feat. Alejandro Sanz)
- Ricardo Arjona — "Acompáñame A Estar Solo"
- Pablo Manavello e Ricardo Montaner — "Cuando A Mi Lado Estas" (Ricardo Montaner)
- Amaury Gutiérrez — "Nada Es Para Siempre" (Luis Fonsi)
- Lena — "Tu Corazón" (Lena feat. Alejandro Sanz)

Revelação do Ano
Calle 13
- Céu
- Inés Gaviria
- Lena
- Pamela Rodríguez

### Pop
Melhor Álbum Vocal Pop Feminino
Shakira — Fijación Oral Vol. 1
- Anaís — Así Soy Yo
- Inés Gaviria — A Mi Manera
- Niña Pastori — Joyas Prestadas
- Rosario — Contigo Me Voy
- Thalía — El Sexto Sentido: Re+Loaded

Melhor Álbum Vocal Pop Masculino
Ricardo Arjona — Adentro
- Andrea Bocelli — Amor
- Chayanne — Cautivo
- Luis Fonsi — Paso a Paso
- Ricardo Montaner — Todo y Nada

Melhor Álbum Vocal Pop em Dupla ou Grupo do Ano
La Oreja de Van Gogh — Guapa
- Belanova — Dulce Beat
- La 5ª Estación — Acústico
- RBD — Nuestro amor
- Servando y Florentino — Servando y Florentino
- Sin Bandera — Mañana

### Urbano
Melhor Álbum de Música Urbana
Calle 13 — Calle 13
- Daddy Yankee — Barrio Fino En Directo
- Don Omar — King of Kings
- Wisin & Yandel — Pa'l Mundo

### Rock
Melhor Álbum Vocal de Rock
Gustavo Cerati — Ahí Vamos
- Belen Arjona — Infinito
- Fabiana Cantilo — Inconsciente Colectivo
- Alejandra Guzmán — Indeleble
- Ariel Rot — Ahora Piden Tu Cabeza

Melhor Álbum Vocal de Rock de Dupla ou Grupo 
Natalia y La Forquetina — Casa
- Black Guayaba — Lo Demas es Plastico
- Motel — Motel
- Polbo — Polbo
- Rata Blanca — La Llave de la Puerta Secreta

Melhor Álbum de Música Alternativa
Julieta Venegas — Limón y Sal
- Babasónicos — Anoche
- Café Tacuba — Un Viaje
- Nortec Collective — Tijuana Sessions Vol. 3
- Pastora — La Vida Moderna

Melhor Canção de Rock
Gustavo Cerati — "Crimen"
- Chetes — "Completamente"
- Rodrigo Dávila — "Dime Ven" (Motel)
- Jorge Pardo — "Un Dia No Vuelvo A Empezar"
- Mario Domm e Alejandra Guzmán — "Volverte a Amar" (Alejandra Guzmán)

### Tropical
Melhor Álbum de Salsa
Gilberto Santa Rosa — Directo Al Corazón
- La India — Soy Diferente
- Víctor Manuelle — Decisión Unánime
- Tito Nieves — Hoy, Mañana y Siempre
- Gilberto Santa Rosa e El Gran Combo de Puerto Rico — Asi Es Nuestra Navidad

Melhor Álbum de Merengue
Milly Quezada — MQ
- Grupo Mania — La Hora de la Verdad
- Eddy Herrera — Amor de Locos
- Limi-T 21 — Rankeao
- Johnny Ventura — 103 Boulevard

Melhor Álbum de Cumbia/Vallenato
Los Hermanos Zuleta — Cien Días de Bohemia
- Alfa 8 — Yo Bailo Cumbia
- Binomio de Oro de América — Grafiti de Amor
- Jorge Celedón e Jimmy Zambrano — Grandes Exitos En Vivo
- Iván Ovalle — Veinte Años Después...

Melhor Álbum de Música Tropical
Olga Tañón — Una Nueva Mujer
- Cabas — Puro Cabas
- Ciclón — Ciclón
- Fonseca — Corazón
- Chichi Peralta — Más Que Suficiente

Melhor Álbum Tropical Tradicional
Andy Montañez e Pablo Milanés — AM/PM Líneas Paralelas
- Chucho Avellanet — Esta Noche Está Para Boleros
- Juan de Marcos e o Afro-Cuban All Stars — Step Forward - The Next Generation
- Compay Segundo — Siempre Compay
- Melina León e Los Tri-O — Serenata En San Juan
- Plena Libre — Evolución

Melhor Canção Tropical
Fonseca — "Te Mando Flores"
- Víctor Manuelle — "Dos Soneros, Una Historia" (Gilberto Santa Rosa e Víctor Manuelle)
- Yoel Henríquez and Jorge Luis Piloto — "Esa Boquita" (Tito Nieves)
- Víctor Manuelle — "I Love Salsa!" (N'Klabe)
- Cabas e Kike Santander — "La Cadena de Oro" (Cabas)

### Cantor e Compositor
Melhor Álbum de Cantor e Compositor
Pablo Milanés — Como un Campo de Maíz
- Chico Buarque — Carioca
- León Gieco — Por Favor, Perdón y Gracias
- Ivan Lins — Acariocando
- Joaquín Sabina — Alivio de Luto

### Música Regional Mexicana
Melhor Álbum de Música Ranchera
Pepe Aguilar — Historias de Mi Tierra
- Ana Gabriel — Dos amores un amante
- Pablo Montero — A Toda Ley
- Lupillo Rivera — El Rey de las Cantinas
- Alicia Villarreal — Orgullo de Mujer

Melhor Álbum de Banda
Joan Sebastian — Más Allá Del Sol
- Banda el Recodo — Hay Amor
- Graciela Beltrán — Rancherísimas Con Banda
- El Coyote y Su Banda Tierra Santa — Prohibido
- Los Horóscopos de Durango — Antes Muertas Que Sencillas

Melhor Álbum de Música Grupera
Joan Sebastian — En El Auditorio Nacional
- Ana Bárbara — No Es Brujería
- Grupo Bronco — Por Ti
- Grupo Bryndis — Por Muchas Razones Te Quiero
- Guardianes del Amor — Decórame El Corazón

Melhor Álbum de Música Tejana
La Mafia — Nuevamente
- Jimmy González & El Grupo Mazz — Mejor Que Nunca
- Las 3 Divas — Las 3 Divas
- Little Joe & La Familia — Chicanisimo
- Joe Posada — Amor y Fuego

Melhor Álbum de Música Nortenha
Los Tigres del Norte — Historias Que Contar
- Ramón Ayala y Sus Bravos Del Norte — Ya No Llores
- Palomo — Pasión
- Pesado — Tu Sombra
- Michael Salgado — Volver Volver

Melhor Álbum Tropical Regional Mexicano
A.B. Quintanilla III & Los Kumbia Kings — Kumbia Kings Live
- DJ Kane — Capitulo II: Brinca
- Los Acosta — Amor y Delirio
- Los Ángeles de Charly — Cuando Te Enamoras
- Los Angeles Azules — Interpretan Éxitos de Juan Gabriel
- Tropical Panama — 13 Cumbias Revolucionadas

Melhor Canção Regional Mexicana
Edgar Cortazar, Ernesto Cortazar and Tony Melendez — "Aun Sigues Siendo Mia" (Conjunto Primavera)
- Mauricio L. Arriaga and J. E. Murgia — "Contra Viento y Marea" (Intocable)
- Freddie Martínez, Sr. — "Corazón De Fierro" (Jimmy González & El Grupo Mazz)
- Joan Sebastian — "Más Allá del Sol"
- Ana Gabriel — "Sin Tu Amor"

### Instrumental
Melhor Álbum Instrumental
Bebo Valdés — Bebo
- Banda Mantiqueira — Terra Amantiquira
- Paquito D'Rivera — The Jazz Chamber Trio
- Luis Salinas — Luis Salinas y Amigos En España
- Mario Adnet & Zé Nogueira — Moacir Santos: Choros y Alegría

### Tradicional
Melhor Álbum Folclórico
Mercedes Sosa — Corazón Libre
- Quique Domenech and Alejandro Croatto — Con El Corazón...
- Grupo Renacer — Puerto Rico Te Saluda...
- Chango Spasiuk — Tarefero de Mis Pagos
- Cacho Tirao — La Guitarra Argentina
- Yoruba Andabo — Rumba En La Habana Con...

Melhor Álbum de Tango
Vários Artistas — Café de Los Maestros
- Gerardo Gandini — Flores Negras Postangos En Vivo en Rosario Vol. II
- María Estela Monti — Ciudad Secreta
- Lalo Schifrin — Letters from Argentina

Melhor Álbum de Música Flamenca
Diego El Cigala — Picasso En Mis Ojos
- Vicente Amigo — Un Momento En El Sonido
- Javier Limón — Limón
- Morente — Sueña La Alhambra
- Estrella Morente — Mujeres

### Jazz
Melhor Álbum de Jazz Latino
Gonzalo Rubalcaba — Solo
- Ed Motta — Aystelum
- Eddie Palmieri — Listen Here!
- Jovino Santos Neto — Roda Carioca
- Dave Valentin — World on a String

### Cristã
Melhor Álbum Cristão em Espanhol
Marcos Witt — Dios es Bueno
- Aline Barros — Aline
- Daniel Calveti — Vivo Para Ti
- Jesus Adrian Romero — El Aire de tu Casa

Melhor Álbum Cristão em Português
Aline Barros — Aline Barros & Cia
- Mara Maravilha — Jóia Rara
- Cristina Mel — As Canções da Minha Vida 15 Anos - Ao Vivo
- Soraya Moraes — Promessas
- Robson Nascimento — Tudo O Que Soul

### Língua Portuguesa
Melhor Álbum de Pop Contemporâneo Brasileiro
Sérgio Mendes — Timeless
- Jota Quest — Até Onde Vai
- Los Hermanos — 4
- Margareth Menezes — Pra Você
- Marisa Monte — Infinito Particular
- Sandy & Junior — Sandy & Junior
- Ivete Sangalo — As Super Novas

Melhor Álbum de Rock Brasileiro
Os Paralamas do Sucesso — Hoje
- Barão Vermelho — MTV ao Vivo
- Charlie Brown Jr. — Imunidade Musical
- O Rappa — Acústico MTV
- Nando Reis — Sim e Não

Melhor Álbum de Samba/Pagode
Marisa Monte — Universo ao Meu Redor
- Alcione — Uma Nova Paixão ao Vivo
- Martinho da Vila — Brasilatinidade ao Vivo
- Demônios da Garoa — Ao Vivo
- Jair Rodrigues — Alma Negra

Melhor Álbum de MPB
Maria Rita — Segundo
- João Bosco — Obrigado, Gente!
- Ana Carolina e Seu Jorge — Ana e Jorge ao Vivo
- Gal Costa — Hoje
- Jane Duboc — Uma Voz... Uma Paixão
- Simone — Simone - Ao Vivo

Melhor Álbum de Música Romântica
Roberto Carlos — Roberto Carlos
- Alaíde Costa — Tudo Que o Tempo Me Deixou
- Daniel — Amor Absoluto
- Leonardo — De Corpo e Alma
- Tânia Mara — Louca Paixão

Melhor Álbum Raízes Brasileiras/Regional
Chitãozinho & Xororó — Vida Marvada
- Frank Aguiar — Sou Brasileiro
- Banda Calypso — Volume 8
- Caju & Castanha — Levante a Taça
- Sérgio Reis — Para Toda a Família

Melhor Canção Brasileira
Rodrigo Maranhão — "Caminho das Águas" (Maria Rita)
- Gigi — "Abalou" (Ivete Sangalo)
- Gilberto Gil — "Balé de Berlim"
- Arnaldo Antunes, Carlinhos Brown e Marisa Monte — "O Bonde do Dom" (Marisa Monte)
- Chico Buarque — "Ela Faz Cinema"

### Infantil
Melhor Álbum Infantil Latino
Adriana Calcanhotto — Adriana Partimpim - O Show
- Griselle Bou, Victor Meléndez e Annette Bou — Canciones y Cantos-Juegos Infantiles del Folklore Puertorriqueño
- Tatiana — El Regalo 2
- Xuxa — Só Para Baixinhos 6

### Clássica
Melhor Álbum de Música Clássica
Michel Camilo e Ernest Martínez Izquierdo — Rhapsody In Blue
- Jeff Von Der Schmidt — Carlos Chávez: Complete Chamber Music Volume 3
- Manuel Barrueco e Victor Pablo Pérez — Concierto Barroco
- Edson Cordeiro — Contratenor
- Eduardo Marturet conduzindo a Orquestra Sinfônica de Berlim — Encantamento
- Mauro Senise e Jota Moraes — Tempo Caboclo

### Arte de Capa
Melhor Arte de Capa
Laura Varsky — Café de Los Maestros (Various Artist)
- Alexandra Lahr — Live In Los Angeles (Los Pinguos)
- Omar Delgado — Productos Desaparecidos (La Pestilencia)
- Marcelo Kertész — Samba Passarinho (Péri)
- Fritz Torres e Jorge Verdin — Tijuana Sessions Vol. 3 (Nortec Collective)
- Edward Martínez — Timeless (Sérgio Mendes)

### Produção
Melhor Engenharia de Som
Gustavo Celis, Serban Ghenea, Mauricio Guerrero, Rob Jacobs, Kevin Killen, Dave Way e Vlado Meller — Fijación Oral Vol. 1 (Shakira)
- Valerio Calisse, Hernan Gatica, Humberto Gatica, Pierpaolo Guerrini, Alejandro Rodríguez, Jochen Van Der Saag e Vlado Meller — Amore (Andrea Bocelli)
- Cotô Guarino, Swami Junior, André "K-belo" Sangiácomo e Carlos Freitas — De Uns Tempos pra Cá (Chico César)
- Duda Mello e Carlos Freitas — Jet - Samba (Marcos Valle)
- José Luis Crespo, Sancho Gómez Escobar, Joaquín Pizarro e Jesús N. Gómez — La Vida Moderna (Pastora)

Produtor do Ano
Cachorro López
- Cesar Camargo Mariano
- Moogie Canazio
- Lenine e Maria Rita
- Gustavo Santaolalla

### Vídeo Musical
Melhor Vídeo Musical em Formato Curto
Calle 13 — "Atrévete-te-te" 
- Ricardo Arjona — "Mojado"
- Chayanne — "Te Echo de Menos"
- Shakira feat. Alejandro Sanz — "La Tortura"
- Julieta Venegas — "Me Voy"

Melhor Vídeo Musical em Formato Longo
Bebo Valdés e Diego El Cigala — Blanco y Negro En Vivo

Café Tacuba — Un Viaje
- Daniela Mercury — Baile Barroco
- O Rappa — Acústico MTV
- Simone — Simone - Ao Vivo

### Prêmios Especiais
Excelência Musical
- Graciela
- Paloma San Basilio
- León Gieco
- César Camargo Mariano
- Richie Ray & Bobby Cruz
- Alberto Vázquez
- Johnny Ventura

Prêmios de Curadores
- Alejandro Quintero
- Rafael Escalona

## Apresentações
- Shakira e Alejandro Sanz — "La Pared / La Tortura"
- Ana Gabriel — "Siete Veces, Siete Más"
- Andrea Bocelli — "Bésame Mucho"
- Thalía — "Seducción"
- Maná e Juan Luis Guerra — "Labios Compartidos / Bendita tu luz / Oye Mi Amor"
- Luis Fonsi e Billy Gibbons — "Nada Es Para Siempre"
- Wisin & Yandel — "Pam Pam"
- Héctor el Father, Tonny Tun Tun, Ivy Queen e Wisin & Yandel — "Noche de Entierro (Nuestro Amor)"
- Ricky Martin feat. La Mari e Tommy Torres — "Tu Recuerdo / Pégate"
- Joan Sebastian — "Eso y Más / Más Allá del Sol"
- Juan Luis Guerra 440 — "Las Avispas"
- RBD — "Tras de Mí"
- Especial salsa — Willie Colón, Fania All-Stars, Anaís, Andy Montañez, Tito Nieves e Gilberto Santa Rosa — "Quimbara / Idilio / El Cantante / La Conciencia / Un Verano en Nueva York / Mi Gente"